# 7 Beats per Minute
7 Beats per Minute es una película documental canadiense de 2024, dirigida por Yuqi Kang. La película es un retrato de Jessea Lu, la apneísta china que casi muere durante un intento en 2018 de establecer un nuevo récord mundial en su deporte, centrándose tanto en el incidente como en su recuperación física y emocional.
La película se estrenó el 8 de marzo de 2024 en SXSW, y tuvo su estreno en Canadá el 26 de abril en el Festival Internacional de Documentales Canadiense Hot Docs.

## Premios
En SXSW, el diseñador John Godfrey ganó el premio al Mejor Diseño de Póster por el póster promocional de la película.
La película fue preseleccionada para el premio Jean-Marc Vallée DGC Discovery Award 2024.